# Condylorrhiza zyphalis
Condylorrhiza zyphalis là một loài bướm đêm trong họ Crambidae.